# Sir David Attenborough (Schiff)
Die Sir David Attenborough ist ein Forschungsschiff des britischen Polarforschungsprogramms British Antarctic Survey (BAS).

## Geschichte
Das im November 2015 vom britischen Natural Environment Research Council (NERC) bestellte Schiff wurde unter der Baunummer 1390 auf der Werft Cammell Laird in Birkenhead gebaut.
Die Kiellegung fand am 17. Oktober 2016, der Stapellauf am 14. Juli 2018 statt. Getauft wurde das Schiff am 26. September 2019. Taufpaten waren Prince William und seine Frau Catherine, Duke und Dutchess of Cambridge. Das Schiff, das nach dem britischen Tierfilmer, Naturforscher und Schriftsteller David Attenborough benannt ist, wurde am 27. November 2020 abgeliefert. Ursprünglich war die Ablieferung des Schiffes für das Jahr 2019 vorgesehen. Es ersetzte die beiden Forschungsschiffe James Clark Ross und Ernest Shackleton. Nach einer Reihe von Test- und Erprobungsfahrten brach das Schiff im November 2021 zu seiner ersten Antarktisreise auf.
Das Natural Environment Research Council sammelte über eine Website Vorschläge für den Namen des Schiffes. Einer der Vorschläge lautete „Boaty McBoatface“. Er erhielt bei der Online-Abstimmung auf der Website mit Abstand die meisten Stimmen. Das Natural Environment Research Council sah den Vorschlag für die Benennung des Schiffes als ungeeignet an, wählte ihn aber als Name eines der Unterwasserroboter des Schiffs.
Die Baukosten des Schiffs beliefen sich auf 200 Mio. £. Der Schiffsentwurf stammte von Rolls-Royce Marine, die dabei auf die Erfahrungen bei Entwicklung und Bau des norwegischen Forschungseisbrechers Kronprins Haakon zurückgreifen konnte. Bei Rolls-Royce Marine wird der Schiffstyp als UT 851 PRV (für „Polar Research Vessel“) geführt. Teilweise ist auch die Bezeichnung UT 851 POLAR zu finden. An der Entwicklung war das britische Unternehmen Houlder als Berater für das Natural Environment Research Council beteiligt. Houlder war außerdem für die Bauaufsicht zuständig.

## Einsatz
Das Schiff dient der Polarforschung im Rahmen des britischen Polarforschungsprogramms British Antarctic Survey (BAS). Es ist für verschiedene Forschungsdisziplinen ausgerüstet, darunter Wetter- und Klimaforschung, Meereskunde, Meeresbiologie und Geophysik. Im Sommer auf der Nordhalbkugel wird es im Bereich der Arktis und im Sommer auf der Südhalbkugel im Bereich der Antarktis eingesetzt. Weiterhin dient es der Versorgung der britischen Forschungsstationen in den Polargebieten: Rothera-Station auf der der Antarktischen Halbinsel vorgelagerten Adelaide-Insel und Halley-Station auf einem Eisschelf im Weddellmeer in der Antarktis, Signy-Station auf der zu den Südlichen Orkneyinseln gehörenden Insel Signy Island, Bird-Island-Station auf der südgeorgischen Insel Bird Island und King-Edward-Point-Station auf der Insel Südgeorgien sowie der Forschungsstation in Ny-Ålesund auf Spitzbergen in Norwegen. Das Schiff kann bis zu 60 Tage auf See bleiben und dabei rund 19.000 Seemeilen zurücklegen.

## Technische Daten und Ausstattung
Das Schiff verfügt über einen dieselelektrischen Hybridantrieb mit jeweils zwei Elektromotoren, die jeweils einen Verstellpropeller antreiben. Die Leistung der Elektromotoren beträgt jeweils 2750 kW. Das Schiff erreicht damit eine Reisegeschwindigkeit von rund 13 kn. Das Schiff ist mit jeweils zwei von Elektromotoren mit 1580 kW Leitung angetriebenen Bug- und Heckstrahlrudern ausgestattet. Es verfügt über ein System zur dynamischen Positionierung. Es ist in der Lage, bis zu ein Meter dickes Eis mit bis zu 3 kn. Geschwindigkeit zu brechen. 
Für die Stromerzeugung stehen zwei Neunzylinder-Dieselmotoren des Typs Bergen B33:45L9A mit jeweils 5400 kW Leistung und zwei Sechszylinder-Dieselmotoren des Typs Bergen B33:45L6A mit jeweils 3600 kW Leistung zur Verfügung, die jeweils einen Generator antreiben. Außerdem steht ein von einem Cummins-Dieselmotor des Typs KTA38 DM1 mit 885 kW Leistung angetriebener Stamford-Generator zur Verfügung, der als Hafengenerator fungiert und die Stromversorgung des Schiffes im Hafen sicherstellt. Weiterhin wurde ein ebenfalls von einem Cummins-Dieselmotor des gleichen Typs angetriebener Stamford-Generator als Notgenerator verbaut.
Die Antriebsmotoren sind paarweise in zwei getrennten Maschinenräumen untergebracht, ebenso wie die Generatorsätze. Der Antrieb des Schiffes ist damit redundant aufgebaut.
Neben den Dieselgeneratoren stehen zwei Lithium-Ionen-Akkumulatoren mit einer Kapazität von jeweils 725 kWh zur Verfügung. Diese können für die Versorgung des Bordnetzes sowie zur Unterstützung des Antriebs und zum Abfangen von Leistungsspitzen des Antriebs genutzt werden. Die Dieselmotoren sind mit SCR-Katalysatoren für die Abgasnachbehandlung ausgestattet. Die Abwärme der Dieselmotoren wird für die Heizung und die Bereitstellung von Warmwasser verwendet. Zur Vermeidung von Störungen bei akustischen Forschungsarbeiten und zur Schonung der Meeresumwelt erzeugt das Schiff im Betrieb nur wenig Unterwasserlärm. Dies wird unter anderem dadurch erreicht, dass die Dieselmotoren elastisch gelagert sind und die Übertragung von Schwingungen auf den Rumpf gedämpft wird.
Der Rumpf des Schiffes ist eisverstärkt (Eisklasse PC4).
An Bord sind verschiedene Labore eingerichtet. Insgesamt stehen 750 m² zur Verfügung. Die Laborkapazität kann durch Laborcontainer erweitert werden. Hierfür stehen 29 Positionen zur Verfügung. Es können 17 Laborcontainer gleichzeitig betrieben werden.
Das Schiff ist mit verschiedenen Hebewerkzeugen ausgestattet, darunter ein Kran im Achterschiffsbereich, der bis zu 50 t, sowie ein Heckgalgen, der 30 t heben kann. Weiterhin steht ein Hebewerkzeug auf der Steuerbordseite zur Verfügung, das ebenfalls 30 t heben kann, sowie weitere Krane mit unterschiedlichen Hebekapazitäten. Außerdem stehen verschiedene Winden zum Schleppen von Forschungsgerät zur Verfügung. Das Schanzkleid des Arbeitsdecks kann an mehreren Stellen geöffnet werden, um Forschungsgerät ins Wasser zu setzen oder wieder aufzunehmen.
Das Schiff führt ein Arbeitsboot sowie einen Tender mit. Mit dem Arbeitsboot können Forschungsarbeiten im flachen Wasser sowie in anderen Bereichen, die von der Sir David Attenborough nicht erreicht werden können, durchgeführt werden. Außerdem dient es dem Transfer von Personen und Gütern zu und von den Forschungsstationen. Der Tender dient in erster Linie der Versorgung der Forschungsstationen. Er ist mit einem Kran ausgestattet, der eine Tonne heben kann.
Das Schiff ist als erstes britisches Polarforschungsschiff mit einem etwa 4 × 4 m großen Moonpool im Rumpf für das Ausbringen von Forschungsgerät ausgestattet. Vom Schiff aus können ferngesteuerte (ROV) oder autonome (AUV) Tauchroboter eingesetzt werden.
An Bord stehen Kabinen für 30 Besatzungsmitglieder und 60 Wissenschaftler, Techniker oder anderes eingeschifftes Personal zur Verfügung. Für diese stehen unter anderem Aufenthaltsräume, ein Fitnessraum und eine Sauna zur Verfügung. Das Schiff ist mit einer Krankenstation ausgestattet.
Die vollständig geschlossene Brücke bietet Rundumsicht. Die geschlossenen Nocken gehen zur besseren Übersicht etwas über die Schiffsbreite hinaus. Oberhalb der Brücke befinden sich weitere Decks, die unter anderem als Ausguck für die Beobachtung von Seevögeln und Meeressäugern genutzt werden können.
Vor dem Deckshaus befindet sich ein Hubschrauberlandedeck. Im Deckshaus sind zwei Hangar untergebracht, in denen Transporthubschrauber mitgeführt werden können. Das Hubschrauberlandedeck kann mit 13 t belastet werden. Die Sir David Attenborough ist das erste britische Polarforschungsschiff mit einem Hubschrauberlandedeck. Hinter den Decksaufbauten befindet sich ein offenes Arbeitsdeck.